# Comuna Banloc, Timiș
Banloc este o comună în județul Timiș, Banat, România, formată din satele Banloc (reședința), Ofsenița, Partoș și Soca. Populația totală este de 4.435 persoane (2005).

## Cadrul geografic
Comuna Banloc se află în partea de sud a județului Timiș și se încadrează în Câmpia de Vest, la aproximativ 50 de km de orașul Timișoara, hotarul de sud al acesteia fiind reprezentată de granița dintre România și Serbia. Este traversată de la est la vest (intrarea fiind făcută prin sud-est) de Râul Bârzava, trecerea acestuia fiind în apropierea satului Partoș. Râul este îndiguit pe tot traseul din teritoriul comunei.
Din punct de vedere geologic, comuna Banloc se încadrează în Depresiunea Panonică și cuprinde un tip de sol vegetal de culoare neagră cafenie, soluri argiloase care conțin concrețiuni calcaroase precum și nisipuri. 
Din punct de vedere fizico-geografic, arealul comunei Banloc este unul cu o altitudine joasă de aproximativ 84 m față de nivelul mării, caracteristică generală a Câmpiei Banatului și este format dintr-un strat argilos superficial a cărui grosime variază între 3 și 8 metri.
Din punct de vedere seismic, zona Banloc se încadrează în conformitate cu harta de macro raionare seismică (STAS nr. 2923-63) în zona de gradul 7 de intensitate seismică.
La Banloc, în noaptea de 16 (29) noiembrie 1915 (calendar pe stil vechi și nou) s-a despicat și prăbușit o mică porțiune a bolții bisericii ortodoxe, deasupra dulapului epitropilor ca urmare a cutremurului de pământ simțit în dimineața zilei de 6 (19) octombrie, același an, cutremur precedat de o bubuitură puternică, durând aproape 5 minute. De atunci și până în anul 1991, la Banloc nu s-au mai produs cutremure puternice, excepție făcând unele replici ca urmare a cutremurului puternic ce a avut loc la București în anul 1977.

## Istoria
Numele de Banloc se naște prin contopirea a două cuvinte: numele zeului „Pan” (stăpân) și „loc”, „Locul stăpânului”. Mai târziu, când „pan” ajunge „ban”, păstrându-și sensul inițial de stăpân, castelul de la Panloc, a devenit Banloc, denumire păstrată și acum. Interesant este în acest sens un basorelief aflat deasupra uneia dintre ușile de acces în pivnița castelului, basorelief care îl înfățișează pe zeul Pan cântând la syrinx. De asemenea, statui în formă de fauni străjuiau aleile parcului, fragmente ale acestora aflându-se în prezent la Muzeul Național al Banatului din Timișoara împreună cu alte câteva statui de aceeași proveniență.

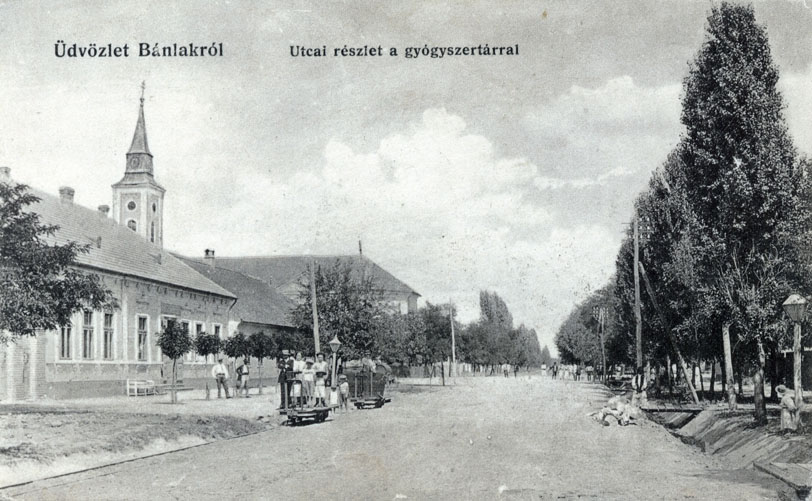
Vedere din centrul Banlocului în jurul anului 1906. Se observă turla bisericii ortodoxe, iar în prim-plan stânga, drezinele care duceau orezul de la iazurile de la Topolea (Topolyapuszta) până la gara din Banloc. (aspect disparut)

Localitatea este pentru prima dată amintită la 13 mai 1400 într-un document dat de copistul din Cenad, sub numele de „Byallak”, această denumire fiind tradusă drept "locul bivolului" și se leagă de legenda unui bivol a cărui muget puternic s-ar fi auzit în anii ploioși. Prima atestare documentară datează însă în anul 1554, într-un defter otoman.
Pentru aproape două secole (1552-1716) devine reședința de vară a pașei de la Timișoara.
În anul 1716, Banatul este cucerit de către austrieci. La recensământul din anul 1717 este înregistrată comuna Panloch, care aparține de districtul Ciacova, cu 85 de case locuite. După 1716, trecutul Banlocului își găsește mărturii în documente oficiale, după retragerea turcilor, localitatea Banloc apare ca fiind locuită, o confirmare o reprezintă câteva nume de familii luate după o inscripție datând din 1828, ca: Borobar, Strizu, Chiu, Nicolescu, Cîrciu, Forga. Casele erau răsfirate, potrivit felului de așezare a vechiului sat românesc, iar partea cea mai compactă o forma actuala uliță a “forgonilor”, prelungită în ulița “strizonilor” și sfârșind cu “borobăreștii”.
Pe harta Contelui Mercy, guvernatorul Banatului, hartă realizată între anii 1723-1725, comuna apare sub numele de Banlok. Deși domeniu erarial (al statului) Banlocul este atribuit, prin schimb de terenuri, banului croat Draskovici. În anul 1783 domeniul este vândut contelui Lázár Karátsonyi din Beodra (astăzi Novo Miloševo, Serbia, provincia Voivodina) care zece ani mai târziu construiește, pe fundații mai vechi, actualul castel situat în centrul comunei.
În 1777, Banlocul apare în actele oficiale cu 229 case, numărându-se între cele mai mari localități din Banat; în 1828 cu 320 case, iar în 1843 cu 2431 locuitori, toți români. Prin anul 1887 sunt colonizați aici și locuitori maghiari. Numărul caselor sporește și pe la 1900 depășește 441, în timp ce locuitorii trec de 2700; peste 2000 fiind ortodocși și peste 300 catolici.

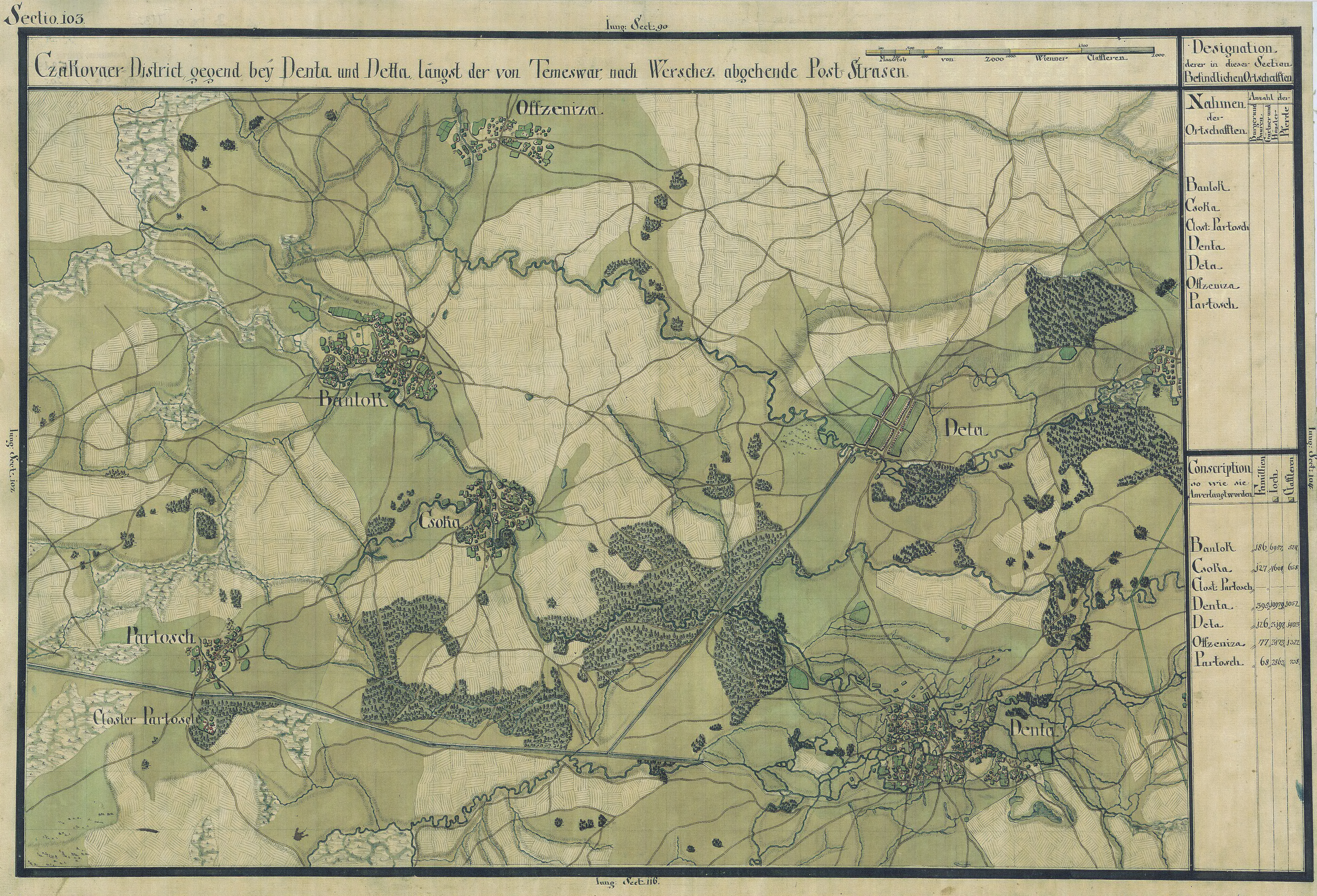
Banloc în Harta Iosefină a Banatului, 1769-72

Istoria Banlocului este strâns legată de istoria domeniului și de performanțele sale economice. Domeniul conților Karátsonyi cuprindea întinse păduri bogate în vânat, terenuri agricole - dintre care cele mai spectaculoase erau orezăriile de la Topolea (Topolyapuszta) - lacuri de pescuit, plantații de tutun, ferme de animale (la Pescuș), herghelii de cai din rasa lipițan, o fabrică de spirt și o moară situate lângă gara din Banloc, etc. După 1919, domeniul pierde o parte din terenuri din cauza frontierei apărute între Regatul României și cel al Iugoslaviei. Chiar și după reforma agricolă din anul 1921, domeniul Banloc, împreună cu castelul și parcul, rămâne unul dintre cele mai întinse din țară. Casa Regală a României devine interesată de soarta acestuia și, în anul 1935, îl răscumpără de la familia Karátsonyi cu suma de 22.000.000 lei. Astfel, Banlocul devine domeniu regal și reședință permanentă a Principesei Elisabeta - fostă regină a Greciei - sora Regelui Carol al II-lea al României.

Vedere din centrul Banlocului în jurul anului 1906.

## Castelul din Banloc

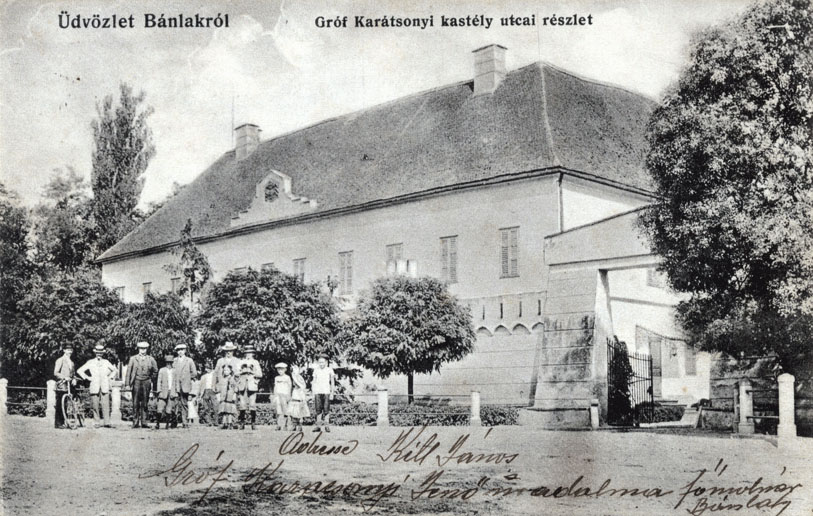
Castelul în anul 1906 - fațada de sud. Carte postală ilustrată reprezentând castelul și intrarea principală, trimisă de pe domeniul Banloc de unul din angajați.

Clădire masivă, cu ziduri groase (cca. 1,25 m) din cărămidă arsă, castelul din Banloc este construit pe un plan în formă de „U” cu fațada principală orientată spre sud, iar spre nord cu două aripi formând o curte terasată. Fațada este încadrată de două porți egiptene identice, realizate la începutul secolului al XIX-lea. În afara acestora, mai există o poartă de acces, în stil neogotic englezesc, plasată pe latura de nord a parcului, iar până la sfârșitul celui de-al II-lea Război Mondial, o a patra poartă decorată cu grifoni (Poarta Andrássy - în prezent dispărută) facilita accesul în parc pe latura de est.
Clădirea are subsol, parter și etaj. În jurul castelului, la începutul secolului al XIX-lea, se amenajează parcul de câteva hectare. Aici sunt aduse esențe valoroase de arbori și plante ornamentale, elemente statuare de inspirație greco-romană și inscripții lapidare romane.
Într-un articol intitulat: „Banlocul. Povestea unui grof - Castelul istoric - Stăpâna de azi, A.S.R. Principesa Elisabeta”, apărut în ziarul „Dacia” din 7 august 1939, părintele Ioan B. Mureșianu face câteva considerații de natură estetică și istorică: „Frumusețea Banlocului o dă parcul ce ia o bună parte din aripa dreaptă a satului, sfârșindu-și zidurile înconjurătoare - ca de cetate - spre centru. La răscrucea aleilor veghează statui și inscripții lapidare romane romane, dăltuite în primele decenii după cucerirea Daciei, luate de la Sarmizegetuza, după cât mă lămurește un studiu german de paleografie. Printre liniile de brazi, stă legat în cercuri și cu rănile cimentate, unul din cei 100 de acați, aduși din America sub Maria Thereza (1740-1780).” "Castelul își ridică zidurile cu linie gotică îndulcită, cu vârful de săgeată ascuțită, în fața parcului. A fost zidit pe temelii bătrâne, în 1783."

## Populație și date etnografice

### Portul popular
Din datele adunate și din puținele fotografii vechi ce se mai păstrează, putem prețui un port ușor, împodobit cu gust și elegant.
Bărbatul purta izmene largi cu cămașă lungă, bine coborâtă peste genunchi și încinsă cu brăcinar peste mijloc. În cap, pălărie de culoare neagră. Încălțămintea era formată din opincile caracteristice fără gurgui și obele roșii cu bete albe și negre din păr, frumos lucrate și elegant înfășurate peste pulpă, strânse cu cureaua lată a opincii. Îmbrăcămintea se completa cu ițari de lână croiți pe picior, haină de lână “bundaș” și căciulă (“clăbăț”). Opinca era pentru toate anotimpurile. Bărbații mai purtau pieptar, sau „boc” cum i se spunea  - din piei de oaie, confecționat de anumiți cojocari din sat. Cojocul era purtat mai mult la sărbători.
Portul femeii era o adevărată podoabă. O relatare din 1880 îl descrie astfel: “Portul femeilor e luxos. Pânza o coase cu atâta măiestrie, cu atâta artă și gust, cu fire de aur, că îmbrăcămintea lor ar stoarce admirație și în cele mai elegante saloane”, desigur, aceste exclamări de admirație fiind însoțite și de frumusețea femeii din Banloc.
Îmbrăcămintea o alcătuia cămașa sau „ciupagul” cusut cu fir și bogat în pânză și decor; poalele erau din bumbac alb; mai târziu, dar în foarte mică măsură colorat, cusut cu aceeași îndemânare și artă. Pe cap – năframă albă sau colorată, iar în picioare, străvechea opincă fără gurgui. Predomina culoarea albă, ceea ce dădea o notă de înaltă eleganță. Peste poale, femeile purtau catrințe („cotrânțe”) țesute în diferite modele și culori pe care le purtau una în față și alta în spate, spre deosebire de fete, care până la vârsta de 14 – 16 ani purtau o singură „cotrânță” în față. Pentru zilele de sărbătoare, „cotrânțele” erau înlocuite cu „oprege”, confecționate în casă la „războiul de țesut”, ele deosebindu-se de așa-zisele „cotrânțe”, prin faptul că aveau țesătura numai în partea de sus, porțiune cu care se fixau la brâu – în rest fiind franjuri din fire de lână pură, de culoare roșie.

## Politică
Comuna Banloc este administrată de un primar și un consiliu local compus din 13 consilieri. Primarul, Lucian Trifonescu[*], de la Partidul Național Liberal, este în funcție din 2016. Începând cu alegerile locale din 2024, consiliul local are următoarea componență pe partide politice:
|  | Partid                          | Consilieri | Componența Consiliului | Componența Consiliului | Componența Consiliului | Componența Consiliului | Componența Consiliului | Componența Consiliului | Componența Consiliului |
|  | ------------------------------- | ---------- | ---------------------- | ---------------------- | ---------------------- | ---------------------- | ---------------------- | ---------------------- | ---------------------- |
|  | Partidul Național Liberal       | 7          |                        |                        |                        |                        |                        |                        |                        |
|  | Partidul Social Democrat        | 4          |                        |                        |                        |                        |                        |                        |                        |
|  | Uniunea Sârbilor din România    | 1          |                        |                        |                        |                        |                        |                        |                        |
|  | Alianța pentru Unirea Românilor | 1          |                        |                        |                        |                        |                        |                        |                        |

Primarul comunei, Cornel Toța, face parte din PD iar viceprimarul Emil Ionel Chiu din PNL. La alegerile din 2004, ambii făceau parte din PSD. Consiliul Local este constituit din 13 consilieri, împărțiți astfel:
|  | Partid                                      | Consilieri | Componența Consiliului | Componența Consiliului | Componența Consiliului | Componența Consiliului | Componența Consiliului | Componența Consiliului | Componența Consiliului | Componența Consiliului |
|  | ------------------------------------------- | ---------- | ---------------------- | ---------------------- | ---------------------- | ---------------------- | ---------------------- | ---------------------- | ---------------------- | ---------------------- |
|  | Alianța Dreptate și Adevăr (2 PD și 3 PNL)  | 5          |                        |                        |                        |                        |                        |                        |                        |                        |
|  | Partidul Social Democrat                    | 6          |                        |                        |                        |                        |                        |                        |                        |                        |
|  | Partidul România Mare                       | 1          |                        |                        |                        |                        |                        |                        |                        |                        |
|  | Partidul Național Țărănesc Creștin Democrat | 1          |                        |                        |                        |                        |                        |                        |                        |                        |

## Obiective turistice
- Mănăstirea "Sf. Iosif cel Nou" de la Partoș
- Castelul Banloc construit în 1793

## Personalități
Ștefan Szönyi (1913 - 1967) - pictor, Maestru Emerit al Artei

## Demografie
Componența etnică a comunei Banloc
     Români (84,15%)
     Ucraineni (3,15%)
     Romi (2,02%)
     Alte etnii (1,42%)
     Necunoscută (9,25%)
Componența confesională a comunei Banloc
     Ortodocși (87,13%)
     Romano-catolici (1,21%)
     Alte religii (1,99%)
     Necunoscută (9,68%)
Conform recensământului efectuat în 2021, populația comunei Banloc se ridică la 2.821 de locuitori, în creștere față de recensământul anterior din 2011, când fuseseră înregistrați 2.631 de locuitori. Majoritatea locuitorilor sunt români (84,15%), cu minorități de ucraineni (3,15%) și romi (2,02%), iar pentru 9,25% nu se cunoaște apartenența etnică. Din punct de vedere confesional, majoritatea locuitorilor sunt ortodocși (87,13%), cu o minoritate de romano-catolici (1,21%), iar pentru 9,68% nu se cunoaște apartenența confesională.